# EIF3EIP
EIF3EIP‏ (Eukaryotic translation initiation factor 3 subunit L) هوَ بروتين يُشَفر بواسطة جين EIF3EIP في الإنسان.

## التفاعل
لقد ثبت أن eIF3l يتفاعل مع eIF3a.